# Hôpital Cochin

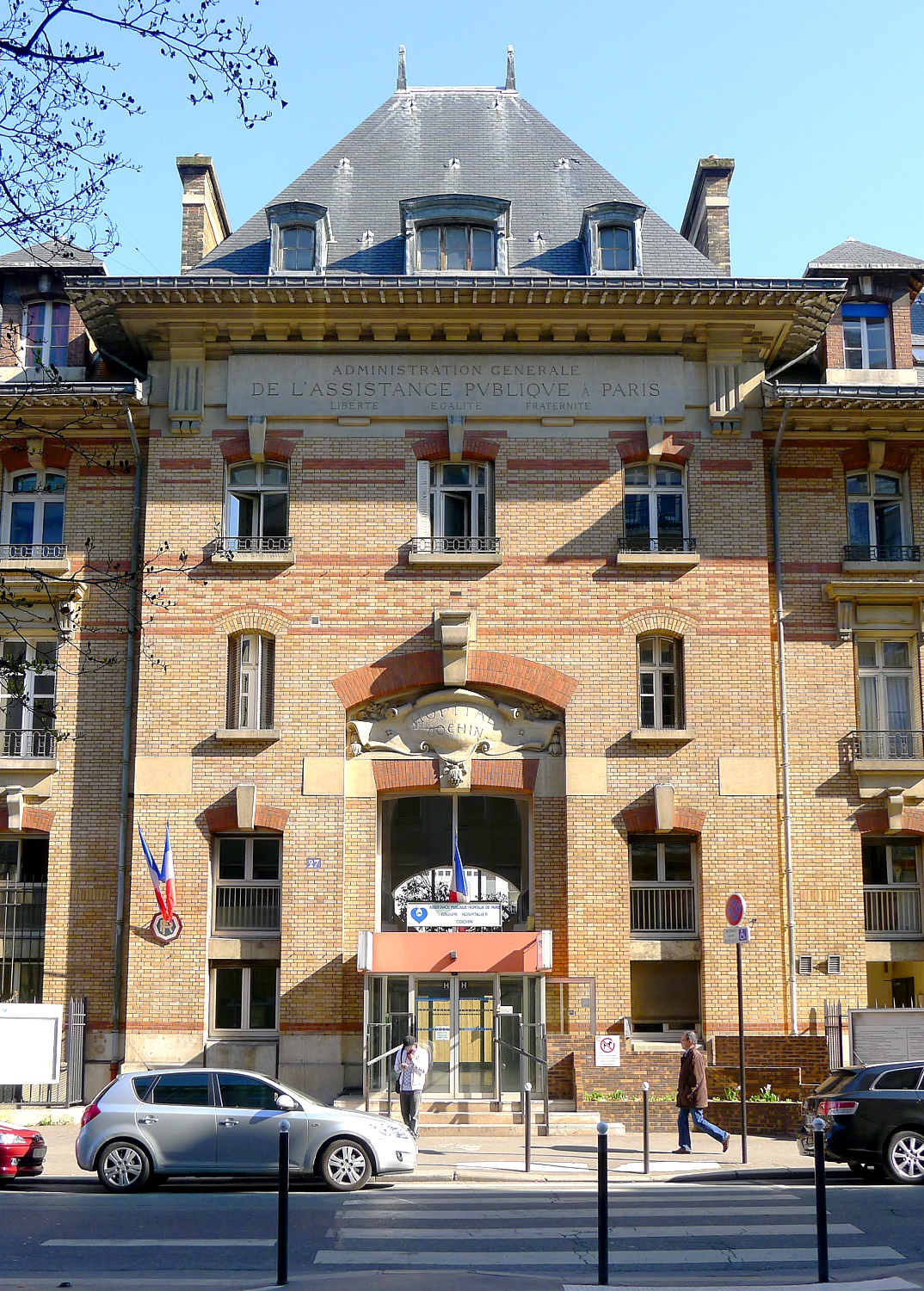
Hôpital Cochin.

Hôpital Cochin är ett offentligt assistanssjukhus på Rue du Faubourg-Saint-Jacques i Paris. Här finns stadens centrala behandlingscentrum för brännskador. Hôpital Cochin är en del av Faculté de Médecine Paris-Cité. Sjukhuset är uppkallat efter Jean-Denis Cochin, präst i församlingen Saint-Jacques-du-Haut-Pas och grundare av ett sjukhus för arbetare och fattiga i stadsdelen i Paris.
Sedan 1990 har ett biomedicinskt forskningscenter, Institut Cochin, varit knutet till sjukhuset. Det omorganiserades 2002 för att omfatta genetisk forskning, molekylärbiologi och cellbiologi, med en personal på cirka 600 personer. Det är en del av både INSERM och CNRS, integrerat med Université Paris Cité.